# Strafvordering
Strafvordering is de vordering tot toepassing van de straffen en/of maatregelen die door de wet op bepaalde handelingen of gedragingen zijn gesteld. De strafvordering ontstaat door het plegen van een strafbaar feit
Een strafvordering is dus een abstract conceptueel iets dat vereist is om een misdrijf te vervolgen.
In veel landen zijn de belangrijkste regels betreffende de strafvordering vastgelegd in een algemeen wetboek.

## België
De uitoefening van de strafvordering gebeurt in Belgisch strafrecht door het Openbaar Ministerie, die het alleenrecht hierop heeft. Het Openbaar Ministerie vertegenwoordigt de gemeenschap. Het is dus mogelijk dat de belangen van het slachtoffer (bijvoorbeeld schadevergoeding) niet overeenkomen met de belangen van de gemeenschap. Het slachtoffer kan de strafvordering niet uitoefenen, maar kan die wel instellen.
Deze vordering mag niet verward worden met de burgerlijke vordering, de tuchtrechtelijke vordering of de administratieve handhaving.

### Vereiste
Het Openbaar Ministerie kan in sommige gevallen de strafvordering niet instellen zonder een klacht (bij klachtmisdrijven), een aangifte, een advies of een machtiging. Ministers kunnen bijvoorbeeld niet vervolgd worden zonder machtiging van het parlement waaraan ze verantwoording moeten afleggen.

### Schorsing
De strafvordering kan geschorst worden als er een prejudiciële vraag gesteld wordt door de strafrechter.

### Wegvallen van strafvordering
- indien de wetgever de strafwet opheft
- indien het Grondwettelijk Hof de strafwet vernietigt
- de dood van de verdachte
- betaling van een geldsom

- onmiddellijke inning
- minnelijke schikking: aan de verdacht wordt een geldsom voorgesteld, waarvan de betaling de strafvordering doet vervallen

- amnestie
- verjaring
- klachtafstand in bepaalde gevallen

### Voorrang strafrecht
Over de burgerlijke vordering mag geen uitspraak worden zolang er geen uitspraak is op strafrechtelijk gebied. Dit wordt uitgedrukt met het adagium le criminel tient le civil en état.
Hierop bestaan echter uitzonderingen, zoals in het geval van een vordering tot staking in het kader van een inbreuk op intellectuele rechten. In dat geval kan geen uitspraak gedaan worden op strafgebied zolang er geen in kracht van gewijsde gegane beslissing is over de inbreuk op het desbetreffende intellectueel recht (bijvoorbeeld namaak of piraterij).